# Into the Murky Water
Into the Murky Water — второй студийный альбом британской инди-рок группы The Leisure Society, изданный 2 мая 2011 года на лейбле Full Time Hobby.

## Отзывы
| Совокупная оценка | Совокупная оценка |
| Источник          | Оценка            |
| ----------------- | ----------------- |
| Metacritic        | 65/100            |
| Оценки критиков   |                   |
| Источник          | Оценка            |
| AllMusic          | [ 2 ]             |
| Drowned in Sound  | 8/10              |
| The Guardian      | [ 4 ]             |
| NME               | [ 5 ]             |

Альбом получил положительные отзывы музыкальной критики и интернет-изданий. Alone Aboard the Ark получил оценку 65 из 100 на агрегаторе рецензий Metacritic, основанную на отзывах критиков, что свидетельствует о «в целом благоприятном» приёме.
Джон О’Брайен из AllMusic отметил в рецензии, что «несмотря на периодически возникающие тенденции к голливудскому стилю, десять треков альбома — это квинтэссенция Англии, пасторальный фолк-поп, постоянно вызывающий в памяти образы живописной сельской местности и причудливых деревенских пабов». И добавил: «Продолжая возрождение квинтэссенциального английского фолк-попа, — это очаровательно пышный и тоскливый роман, который доказывает, что их неожиданная номинация на Ivor Novello не была случайностью».
Тим Честер из NME назвал альбом "Красивым ностальгическим фолк-попом, тоскующим по летним симфониям".

## Список композиций
| №   | Название                                 | Длительность |
| --- | ---------------------------------------- | ------------ |
| 1.  | «Into the Murky Water»                   | 3:32         |
| 2.  | «Dust on the Dancefloor»                 | 3:50         |
| 3.  | «Our Hearts Burn Like Damp Matches»      | 3:33         |
| 4.  | «You Could Keep Me Talking»              | 3:17         |
| 5.  | «Although We All Are Lost»               | 2:55         |
| 6.  | «This Phantom Life»                      | 4:01         |
| 7.  | «The Hungry Years»                       | 3:49         |
| 8.  | «I Shall Forever Remain an Amateur»      | 2:54         |
| 9.  | «Better Written Off (Than Written Down)» | 2:31         |
| 10. | «Just Like The Knife»                    | 6:02         |